# Défense civile libanaise
La Défense civile libanaise (selon son nom officiel, Direction générale de la Défense civile libanaise), est un service public d'aide médicale urgente au Liban qui effectue le transport de patients vers les hôpitaux, les activités de sauvetage et la lutte contre les incendies,,,. Elle a été créée en 1939.
Elle est financée et administrée par le Ministère de l’Intérieur et des Municipalités. La Défense civile et la Croix-Rouge libanaise constituent les deux principaux services préhospitaliers dans le pays,. Les secouristes de la Croix-Rouge libanaise sont des bénévoles ; ceux de la Défense civile reçoivent pour une partie d'entre eux une rémunération de l'État. Les deux organisations travaillent parfois en en collaboration,. 
Son numéro d'urgence est le 125. 
La Défense civile a 230 centres couvrant l'ensemble du territoire. 2 500 de ses membres sont des employés de l'Etat, qui les rémunère, 6 000 autres sont des bénévoles (en 2024). Le directeur général de la Défense civile libanaise est le général Raymond Khattar. 
La Défense civile a été victime de plusieurs attaques meurtrières contre ses secouristes pendant la guerre entre Israël et le Hezbollah en 2024. 

## Histoire
En 1956 une autorité relevant du ministère de la Défense nationale et du Commandement de l'armée est créée et chargée de gérer la Défense civile,. La Défense civile a à cette date 41 centres, répartis sur l'ensemble du territoire.  
Pendant la guerre de 1975-1990, elle se spécialise dans la lutte contre les incendies, suppléant ainsi aux brigades de pompiers qui couvrent exclusivement Beyrouth, Saïda et Tripoli (les trois grandes villes) du Liban.  
Dans les années 1990 ses employés demeurent sous-payés ; la plupart des ambulances sont sous-équipées. Au cours de l'année 1994, elle est intervenue à 8 886 reprises.
Depuis 2008, la Défense civile collabore avec la Force intérimaire des Nations unies au Liban (FINUL) ; la FINUL contribue à équiper la Défense civile libanaise par le biais du QIP (Quick Impact Project), et à assurer la formation des secouristes.
En 2019 elle a 208 centres répartis dans les 8 districts du Liban. En 2024 elle a 230 centres couvrant l'ensemble du territoire.

## Guerre Israël-Hezbollah de 2023-2024
L'armée israélienne a attaqué la Défense civile à plusieurs reprises en 2024, tuant au total 27 secouristes de ce service public et en blessant 76 autres entre le début de la guerre Israël-Hezbollah et le 20 novembre 2024.
Le 7 septembre 2024, l’aviation israélienne tue 3 membres de la Défense civile et blesse 2 autres personnes dans une frappe contre un camion de pompiers de la Défense civile dans la ville de Froun (en), dans le sud du Liban,. Selon le ministère libanais de la Santé les secouristes étaient en train d'oeuvrer à éteindre les incendies provoqués par les bombardements israéliens ; l’armée israélienne a affirmé avoir « frappé des terroristes ».
Le 9 octobre 2024, une frappe israélienne sur l'église melkite de Derdghaya (en) tue 5 secouristes de la Défense civile, dont le chef de la branche régionale de Tyr de la Défense civile, ainsi que 2 civils, et détruit l'église de ce village ; l'ambulance de la Défense civile est calcinée. A la date du 10 octobre les Nations Unies dénombrent plus de 100 professionnels de santé et secouristes tués au Liban par Israël depuis le 8 octobre 2023, la plupart étant tombés dans les bombardements israéliens depuis le 23 septembre 2024. Le magazine The Intercept rappelle à ce sujet que «le ciblage des travailleurs et des infrastructures de santé constitue une violation du droit international humanitaire codifié dans les Conventions de Genève, que 195 pays, dont Israël, ont ratifiées».   
Le 14 novembre 2024, l'aviation israélienne bombarde le centre de la Défense civile de Douris près de Baalbek ; 20 personnes sont tuées, dont 15 secouristes et 5 passants,. Le Monde, ABC News, et le quotidien britanniqueThe Guardian soulignent le fait que la Défense civile de Douris est un service de l'Etat sans aucun rapport avec le Hezbollah,,,. Cette frappe tue Bilal Raad, le chef de la Défense civile du Gouvernorat de Baalbek-Hermel, le plus grand du pays,,. A la date du 14 novembre 2024 les bombardements israéliens ont tué plus de 200 secouristes libanais. Si Israël affirme que le Hezbollah utilise des ambulances pour y abriter des armes et des combattants, «  l'Etat hébreu n'a fourni aucune preuve étayant ses accusations », indique The Guardian. L'armée israélienne n'a pas donné suite aux demandes concernant le mobile de cette frappe,.
L'Organisation mondiale de la santé et d'autres organisations internationales ont enjoint Israël à mettre fin à ses attaques contre le personnel soignant à Gaza et au Liban. Selon The Guardian « des groupes de défense des droits humains ont condamné les meurtres de secouristes et de personnels de santé commis par Israël, dont certains constituent selon eux des crimes de guerre évidents ».
Le 20 novembre 2024, le ministère libanais des Affaires étrangères annonce le dépôt d'une plainte auprès du Conseil de sécurité de l’ONU en réponse aux « attaques israéliennes répétées et délibérées contre la Défense civile libanaise », attaques qui « entravent l'exercice par la Défense civile de ses fonctions humanitaires ».